# Basara (Pirot)
Pour les articles homonymes, voir Basara (homonymie).
Basara (en serbe cyrillique : Басара) est un village de Serbie situé dans la municipalité de Pirot, district de Pirot. Au recensement de 2011, il ne comptait aucun habitant.

## Démographie
| 1948 | 1953 | 1961 | 1971 | 1981 | 1991 | 2002 | 2011 |
| ---- | ---- | ---- | ---- | ---- | ---- | ---- | ---- |
| 204  | 175  | 127  | 94   | 37   | 19   | 8    | 0    |

|  |